# Gran Premio motociclistico d'Aragona 2018
Il Gran Premio motociclistico d'Aragona 2018 è stato la quattordicesima prova nel calendario del motomondiale del 2018, tredicesima effettivamente disputata e nona edizione di questo specifico Gran Premio.
Le vittorie sono state ad appannaggio di: Marc Márquez per la MotoGP, Brad Binder per la Moto2 e Jorge Martín per la Moto3.

## MotoGP

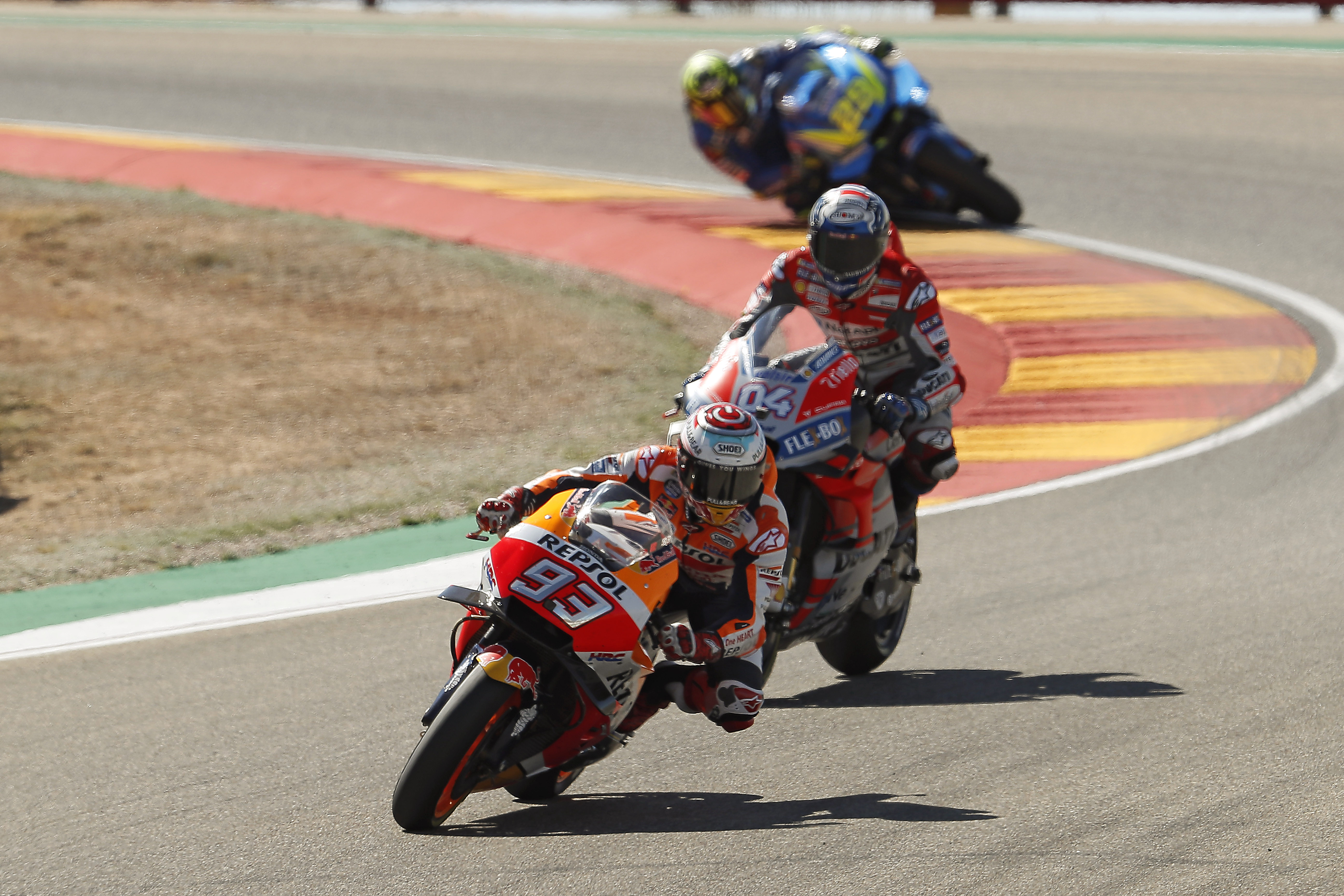
Márquez, Dovizioso e Iannone in una fase di gara

Al termine delle qualifiche ai piloti Maverick Viñales e Franco Morbidelli è stata comminata una sanzione, con la retrocessione rispettivamente di 3 e 6 posizioni nella griglia di partenza. La pole position era stata del pilota spagnolo Jorge Lorenzo che è però caduto alla prima curva di gara; la vittoria, sesta dell'anno, è stata appannaggio dello spagnolo Marc Márquez che ha preceduto gli italiani Andrea Dovizioso e Andrea Iannone. Nella classifica provvisoria del campionato ai primi tre posti si trovano Márquez, Dovizioso e Rossi.

### Arrivati al traguardo
| Pos. | Nº | Pilota            | Squadra                     | Motocicletta       | Giri | Tempo     | Griglia | Punti |
| ---- | -- | ----------------- | --------------------------- | ------------------ | ---- | --------- | ------- | ----- |
| 1º   | 93 | Marc Márquez      | Repsol Honda                | Honda RC213V       | 23   | 41'55.949 | 3º      | 25    |
| 2º   | 4  | Andrea Dovizioso  | Ducati Team                 | Ducati Desmosedici | 23   | +0,648    | 2º      | 20    |
| 3º   | 29 | Andrea Iannone    | Suzuki Ecstar               | Suzuki GSX-RR      | 23   | +1,259    | 5º      | 16    |
| 4º   | 42 | Álex Rins         | Suzuki Ecstar               | Suzuki GSX-RR      | 23   | +2,638    | 9º      | 13    |
| 5º   | 26 | Dani Pedrosa      | Repsol Honda                | Honda RC213V       | 23   | +5,274    | 6º      | 11    |
| 6º   | 41 | Aleix Espargaró   | Aprilia Racing Team Gresini | Aprilia RS-GP      | 23   | +9,396    | 15º     | 10    |
| 7º   | 9  | Danilo Petrucci   | Alma Pramac Racing          | Ducati Desmosedici | 23   | +14,285   | 7º      | 9     |
| 8º   | 46 | Valentino Rossi   | Movistar Yamaha             | Yamaha YZR-M1      | 23   | +15,199   | 18º     | 8     |
| 9º   | 43 | Jack Miller       | Alma Pramac Racing          | Ducati Desmosedici | 23   | +16,375   | 10º     | 7     |
| 10º  | 25 | Maverick Viñales  | Movistar Yamaha             | Yamaha YZR-M1      | 23   | +22,457   | 11º     | 6     |
| 11º  | 21 | Franco Morbidelli | EG 0,0 Marc VDS             | Honda RC213V       | 23   | +27,025   | 13º     | 5     |
| 12º  | 30 | Takaaki Nakagami  | LCR Honda Idemitsu          | Honda RC213V       | 23   | +27,957   | 12º     | 4     |
| 13º  | 38 | Bradley Smith     | Red Bull KTM Factory Racing | KTM RC16           | 23   | +28,821   | 16º     | 3     |
| 14º  | 5  | Johann Zarco      | Monster Yamaha Tech 3       | Yamaha YZR-M1      | 23   | +32,345   | 14º     | 2     |
| 15º  | 17 | Karel Abraham     | Ángel Nieto Team            | Ducati Desmosedici | 23   | +37,639   | 17º     | 1     |
| 16º  | 45 | Scott Redding     | Aprilia Racing Team Gresini | Aprilia RS-GP      | 23   | +39,585   | 21º     |       |
| 17º  | 12 | Thomas Lüthi      | EG 0,0 Marc VDS             | Honda RC213V       | 23   | +40,763   | 20º     |       |
| 18º  | 55 | Hafizh Syahrin    | Monster Yamaha Tech 3       | Yamaha YZR-M1      | 23   | +56,296   | 19º     |       |
| 19º  | 10 | Xavier Siméon     | Reale Avintia Raing         | Ducati Desmosedici | 23   | +58,981   | 22º     |       |
| 20º  | 81 | Jordi Torres      | Reale Avintia Raing         | Ducati Desmosedici | 23   | +59,513   | 23º     |       |

### Ritirati
| Nº | Pilota          | Squadra           | Motocicletta       | Giri | Griglia |
| -- | --------------- | ----------------- | ------------------ | ---- | ------- |
| 35 | Cal Crutchlow   | LCR Honda Castrol | Honda RC213V       | 4    | 4º      |
| 19 | Álvaro Bautista | Ángel Nieto Team  | Ducati Desmosedici | 1    | 8º      |
| 99 | Jorge Lorenzo   | Ducati Team       | Ducati Desmosedici | 0    | 1º      |

### Non partito
| Nº | Pilota        | Squadra                     | Motocicletta |
| -- | ------------- | --------------------------- | ------------ |
| 44 | Pol Espargaró | Red Bull KTM Factory Racing | KTM RC16     |

## Moto2
Dopo i fatti del precedente Gran Premio, il team Marinelli Snipers sostituisce il pilota Romano Fenati con Xavier Cardelús.
Dopo essere partito dalla pole position, il pilota sudafricano Brad Binder ottiene la sua seconda vittoria della stagione, precedendo al traguardo i due italiani Francesco Bagnaia e Lorenzo Baldassarri. Nella classifica provvisoria del campionato Bagnaia aumenta il suo margine di vantaggio sul portoghese Miguel Oliveira, ora staccato di 19 punti; al terzo posto sale il vincitore della gara Binder.

### Arrivati al traguardo
| Pos. | Nº | Pilota              | Squadra                    | Motocicletta       | Giri | Tempo     | Griglia | Punti |
| ---- | -- | ------------------- | -------------------------- | ------------------ | ---- | --------- | ------- | ----- |
| 1º   | 41 | Brad Binder         | Red Bull KTM Ajo           | KTM                | 21   | 39'59.247 | 1º      | 25    |
| 2º   | 42 | Francesco Bagnaia   | SKY Racing Team VR46       | Kalex              | 21   | +1,526    | 5º      | 20    |
| 3º   | 7  | Lorenzo Baldassarri | Pons HP40                  | Kalex              | 21   | +2,055    | 8º      | 16    |
| 4º   | 73 | Álex Márquez        | EG 0,0 Marc VDS            | Kalex              | 21   | +2,396    | 4º      | 13    |
| 5º   | 23 | Marcel Schrötter    | Dynavolt Intact GP         | Kalex              | 21   | +5,85     | 2º      | 11    |
| 6º   | 36 | Joan Mir            | EG 0,0 Marc VDS            | Kalex              | 21   | +6,205    | 15º     | 10    |
| 7º   | 44 | Miguel Oliveira     | Red Bull KTM Ajo           | KTM                | 21   | +6,741    | 18º     | 9     |
| 8º   | 54 | Mattia Pasini       | Italtrans Racing           | Kalex              | 21   | +9,65     | 6º      | 8     |
| 9º   | 20 | Fabio Quartararo    | MB Conveyors - Speed Up    | Speed Up           | 21   | +9,746    | 7º      | 7     |
| 10º  | 9  | Jorge Navarro       | Federal Oil Gresini        | Kalex              | 21   | +9,848    | 3º      | 6     |
| 11º  | 10 | Luca Marini         | SKY Racing Team VR46       | Kalex              | 21   | +11,568   | 10º     | 5     |
| 12º  | 24 | Simone Corsi        | Tasca Racing               | Kalex              | 21   | +13,786   | 9º      | 4     |
| 13º  | 40 | Augusto Fernández   | Pons HP40                  | Kalex              | 21   | +17,856   | 11º     | 3     |
| 14º  | 27 | Iker Lecuona        | Swiss Innovative Investors | KTM                | 21   | +19,232   | 13º     | 2     |
| 15º  | 45 | Tetsuta Nagashima   | Idemitsu Honda Team Asia   | Kalex              | 21   | +21,258   | 14º     | 1     |
| 16º  | 5  | Andrea Locatelli    | Italtrans Racing           | Kalex              | 21   | +21,393   | 16º     |       |
| 17º  | 57 | Edgar Pons          | AGR Team                   | Kalex              | 21   | +26,553   | 17º     |       |
| 18º  | 4  | Steven Odendaal     | NTS RW Racing GP           | NTS                | 21   | +27,747   | 21º     |       |
| 19º  | 87 | Remy Gardner        | Tech 3 Racing              | Tech 3 Mistral 610 | 21   | +28,339   | 20º     |       |
| 20º  | 22 | Sam Lowes           | Swiss Innovative Investors | KTM                | 21   | +31,826   | 19º     |       |
| 21º  | 77 | Dominique Aegerter  | Kiefer Racing              | KTM                | 21   | +32,214   | 30º     |       |
| 22º  | 66 | Niki Tuuli          | Petronas Sprinta Racing    | Kalex              | 21   | +34,961   | 28º     |       |
| 23º  | 2  | Jesko Raffin        | SAG Team                   | Kalex              | 21   | +36,569   | 25º     |       |
| 24º  | 16 | Joe Roberts         | NTS RW Racing GP           | NTS                | 21   | +37,143   | 27º     |       |
| 25º  | 64 | Bo Bendsneyder      | Tech 3 Racing              | Tech 3 Mistral 610 | 21   | +42,222   | 26º     |       |
| 26º  | 95 | Jules Danilo        | Nashi Argan SAG            | Kalex              | 21   | +53,557   | 31º     |       |
| 27º  | 89 | Khairul Idham Pawi  | Idemitsu Honda Team Asia   | Kalex              | 21   | +53,675   | 23º     |       |
| 28º  | 18 | Xavier Cardelús     | Marinelli Snipers          | Kalex              | 21   | +1'14.999 | 34º     |       |

### Ritirati
| Nº | Pilota           | Squadra                 | Motocicletta | Giri | Griglia |
| -- | ---------------- | ----------------------- | ------------ | ---- | ------- |
| 97 | Xavi Vierge      | Dynavolt Intact GP      | Kalex        | 14   | 12º     |
| 21 | Federico Fuligni | Tasca Racing            | Kalex        | 14   | 32º     |
| 52 | Danny Kent       | MB Conveyors - Speed Up | Speed Up     | 3    | 24º     |
| 12 | Sheridan Morais  | Willi Race Racing       | Kalex        | 3    | 33º     |
| 62 | Stefano Manzi    | Forward Racing          | Suter        | 1    | 22º     |

## Moto3
Con un comunicato diffuso poche ore prima della gara, è stata comminata a molti piloti una sanzione comportante la retrocessione di 12 posizioni nella griglia di partenza a causa di irregolarità commesse nel corso delle prove ufficiali del sabato.
Lo spagnolo Jorge Martín, dopo essere partito in pole position, ottiene il suo sesto successo della stagione, davanti al suo maggiore contendente per il titolo, l'italiano Marco Bezzecchi che ora è staccato di 13 punti. Al terzo posto della gara è giunto Enea Bastianini e al terzo posto nella classifica generale è invece Fabio Di Giannantonio.

### Arrivati al traguardo
| Pos. | Nº | Pilota                 | Squadra                          | Motocicletta  | Giri | Tempo     | Griglia | Punti |
| ---- | -- | ---------------------- | -------------------------------- | ------------- | ---- | --------- | ------- | ----- |
| 1º   | 88 | Jorge Martín           | Del Conca Gresini                | Honda NSF250R | 19   | 37'49.030 | 1º      | 25    |
| 2º   | 12 | Marco Bezzecchi        | Redox PrüstelGP                  | KTM RC 250 GP | 19   | +5,984    | 6º      | 20    |
| 3º   | 33 | Enea Bastianini        | Leopard Racing                   | Honda NSF250R | 19   | +6,045    | 3º      | 16    |
| 4º   | 21 | Fabio Di Giannantonio  | Del Conca Gresini                | Honda NSF250R | 19   | +6,095    | 10º     | 13    |
| 5º   | 42 | Marcos Ramírez         | Bester Capital Dubai             | KTM RC 250 GP | 19   | +6,161    | 12º     | 11    |
| 6º   | 24 | Tatsuki Suzuki         | SIC58 Squadra Corse              | Honda NSF250R | 19   | +6,269    | 17º     | 10    |
| 7º   | 75 | Albert Arenas          | Ángel Nieto Team                 | KTM RC 250 GP | 19   | +6,54     | 15º     | 9     |
| 8º   | 7  | Adam Norrodin          | Petronas Sprinta Racing          | Honda NSF250R | 19   | +10,292   | 11º     | 8     |
| 9º   | 5  | Jaume Masiá            | Bester Capital Dubai             | KTM RC 250 GP | 19   | +10,329   | 2º      | 7     |
| 10º  | 17 | John McPhee            | CIP - Green Power                | KTM RC 250 GP | 19   | +10,537   | 23º     | 6     |
| 11º  | 84 | Jakub Kornfeil         | Redox PrüstelGP                  | KTM RC 250 GP | 19   | +10,679   | 13º     | 5     |
| 12º  | 16 | Andrea Migno           | Ángel Nieto Team                 | KTM RC 250 GP | 19   | +11,923   | 21º     | 4     |
| 13º  | 48 | Lorenzo Dalla Porta    | Leopard Racing                   | Honda NSF250R | 19   | +11,972   | 16º     | 3     |
| 14º  | 8  | Nicolò Bulega          | SKY Racing Team VR46             | KTM RC 250 GP | 19   | +12,013   | 14º     | 2     |
| 15º  | 77 | Vicente Pérez          | Reale Avintia Academy 77         | KTM RC 250 GP | 19   | +12,007   | 24º     | 1     |
| 16º  | 14 | Tony Arbolino          | Marinelli Snipers                | Honda NSF250R | 19   | +12,484   | 4º      |       |
| 17º  | 25 | Raúl Fernández         | Ángel Nieto Team                 | KTM RC 250 GP | 19   | +12,656   | 19º     |       |
| 18º  | 40 | Darryn Binder          | Red Bull KTM Ajo                 | KTM RC 250 GP | 19   | +14,642   | 26º     |       |
| 19º  | 65 | Philipp Öttl           | Sudmetal Schedl GP Racing        | KTM RC 250 GP | 19   | +17,09    | 18º     |       |
| 20º  | 72 | Alonso López           | Estrella Galicia 0,0             | Honda NSF250R | 19   | +34,967   | 25º     |       |
| 21º  | 22 | Kazuki Masaki          | RBA BOE Skull Rider              | KTM RC 250 GP | 19   | +35,000   | 20º     |       |
| 22º  | 81 | Stefano Nepa           | CIP - Green Power                | KTM RC 250 GP | 19   | +35,022   | 27º     |       |
| 23º  | 52 | Jeremy Alcoba          | Junior Team Estrella Galicia 0,0 | Honda NSF250R | 19   | +35,2     | 22º     |       |
| 24º  | 41 | Nakarin Atiratphuvapat | Honda Team Asia                  | Honda NSF250R | 19   | +54,907   | 29º     |       |
| 25º  | 10 | Dennis Foggia          | SKY Racing Team VR46             | KTM RC 250 GP | 19   | +43,866   | 5º      |       |
| 26º  | 27 | Kaito Toba             | Honda Team Asia                  | Honda NSF250R | 19   | +54,982   | 28º     |       |

### Ritirati
| Nº | Pilota            | Squadra              | Motocicletta  | Giri | Griglia |
| -- | ----------------- | -------------------- | ------------- | ---- | ------- |
| 19 | Gabriel Rodrigo   | RBA BOE Skull Rider  | KTM RC 250 GP | 17   | 8º      |
| 23 | Niccolò Antonelli | SIC58 Squadra Corse  | Honda NSF250R | 16   | 7º      |
| 44 | Arón Canet        | Estrella Galicia 0,0 | Honda NSF250R | 11   | 9º      |